# Margaret Speaks
Margaret „Maggie“ Speaks (* 11. Oktober 1994) ist eine US-amerikanische Volleyballspielerin. Die Zuspielerin steht seit 2021 beim deutschen Bundesligisten Schwarz-Weiss Erfurt unter Vertrag.

## Karriere

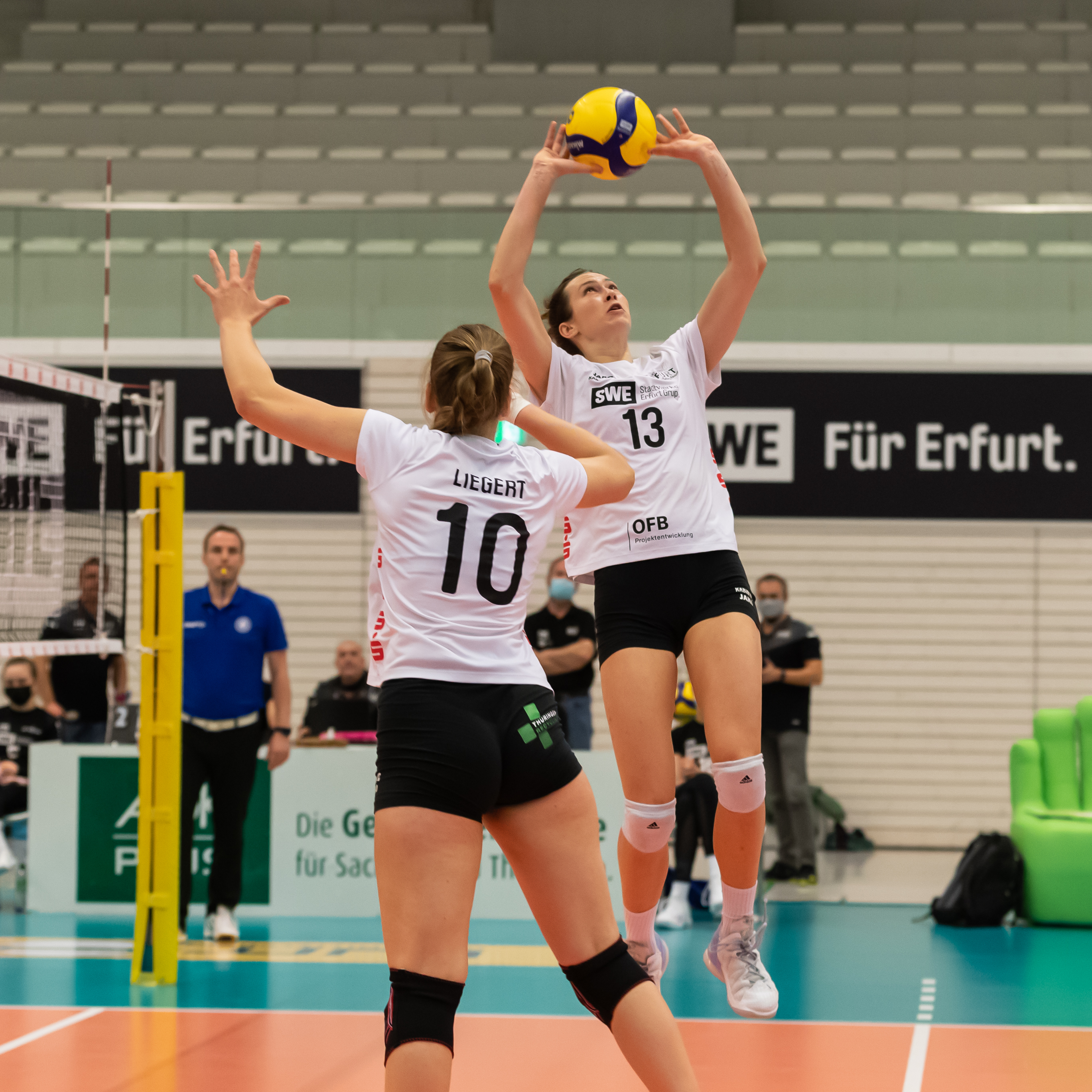
Speaks beim Zuspiel im Erfurter Trikot (2022)

### Vereine
Speaks spielte während ihres Studiums von 2013 bis 2017 für das Volleyballteam der North Carolina State University. 2016 wurde sie in die All-Star-Auswahl der Atlantic Coast Conference und der AVCA All-East Region gewählt. Nach dem Ende ihres Studiums wechselte sie zur Saison 2017/18 nach Europa zum griechischen Erstligisten AS Makedones. Dem Team gelang mit dem dritten Platz das bis dahin beste Ligaergebnis, Speaks wurde am 19. Spieltag als Most Valuable Player ausgezeichnet. Zur Saison 2019/20 wechselte Speaks zum französischen Zweitligisten Vitrolles Sport, nach einer Saison folgte ein Wechsel zum Ligakonkurrenten und dortigen Spitzenteam SRD Saint-Dié-des-Vosges, mit dem sie den zweiten Platz erreichte.
Zur Saison 2021/22 wechselte Speaks zum deutschen Bundesligisten, wo sie neben Corina Glaab Teil des Zuspiel-Duos wurde und einen Ein-Jahres-Vertrag unterzeichnete. Die Saison beendeten die Erfurter auf dem zehnten Rang, Speaks verlängerte ihren auslaufenden Vertrag anschließend um ein weiteres Jahr.

### Nationalauswahl
Für die US-amerikanische Auswahl nahm sie an der Sommer-Universiade 2017 teil, wo das Team sich bereits in der Gruppenphase der japanischen und thailändischen Auswahl geschlagen geben musste und schlussendlich auf Rang 10 landete.